# قطعة 5 سنتيم يورو

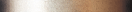
حافة جميع قطع 5 سنتيم يورو

قطعة 5 سنتيم يورو (0.05 يورو) تبلغ قيمتها واحد على عشرين من يورو وتتكون من الفولاذ المغطى بالنحاس. جميع العملات لديها عكس مشترك ووجه خاص بالبلد (وطني). تم استخدام العملة المعدنية منذ عام 2002 ولم يتم إعادة تصميمها في عام 2007 كما كان الحال مع العملات المعدنية ذات القيمة الأعلى.

## أسماء مستعارة
في هولندا, تحمل العملة اسم stuiver, التي تم ترحيلها من العملة السابقة. تُسمى العملات المعدنية الثلاث المطلية بالنحاس أيضًا كوبر أو روس أو روستجس باللغة الفلمنكية.